# Brown Station (Maryland)
 (juillet 2025).
Brown Station est une census-designated place située dans le comté du Prince George, dans l’État du Maryland, aux États-Unis. Lors du recensement de 2020, elle comptait 3 298 habitants.